# Anjou-ház (Gâtinais)
A második Anjou-ház, ismert még mint Gâtinais-ház vagy Château–Landon-ház (franciául: Maison de Gâtinais-Anjou, Maison de Château-Landon), egy francia eredetű középkori nemesi uralkodóház, melynek tagjai többek között Anjou grófjait, valamint Bretagne és Normandia hercegeit, továbbá Jeruzsálem királyait is adták. A dinasztia oldalága, a Plantagenêt-ház adta az Angol Királyság uralkodóit 1154-től 1399-ig. A ház közvetlen módon kapcsolódik az első Anjou-házhoz, de genealógiai szempontból kapcsolatba hozható a harmadik Anjou-házzal is, annak ellenére, hogy utóbbi közvetlenül a Capeting-dinasztiából eredeztethető.

## Története
A második Anjou-ház alatt az alapító Gâtinais grófjának házát értjük, így a második Anjou-ház mint Gâtinais-ház is ismert, továbbá Château-Landon-ház néven is, Château-Landonból való származása okán. A ház alapítója III. Gottfried, Gâtinais és Anjou grófja volt. Az egyes forrásmunkák azon név alapján használják a második Anjou-ház megnevezését, hogy arra akarnak utalni, hogy III. Gottfried gróf és apja melyik házból származott (Château-Landon-ház), vagy arra, hogy Gottfried maga melyik grófságnak volt az ura (Gâtinais). Egyes forrásmunkák továbbá nem különböztetik meg az V. Gottfried, Anjou grófja által alapított Plantagenêt-háztól a Gâtinais-házat (avagy Château-Landon-házat), és azt is a Plantagenêt részének tekintik. A második Anjou-ház továbbá genealógiailag is rokonságban állt az elsővel, III. Gottfried ugyanis II. Gottfried, Anjou grófjának az unokaöccse volt, III. Gotfried anyja ugyanis Anjou Ermengarde, III. Fulkó, Anjou grófjának leánya volt.
Az alapító öccsének unokája, Ifjabb Fulkó gróf csatlakozott a Szentföldre tartó templomosokhoz, aminek révén később megismerkedhetett második feleségével, Melisenda jeruzsálemi királynővel, akinek köszönhetően jeruzsálemi társuralkodói titulusa lett. Az előző házasságából származó fia, V. Gottfried, Anjou grófja feleségül vette I. Henrik angol király leányát, Matildát, az angolok úrnőjét, akitől született II. Henrik angol király, aki megalapította az új angol uralkodó dinasztiát, a Plantagenêt-házat. Az Anjouk lettek az uralkodók többek között az Angol Királyságon át, Normandiában és a Jeruzsálemi Királyságban is. A dinasztia 1399-ig, II. Richárd kivégzéséig adta az angol királyokat, ám egyik oldalágából, a York-házból, egészen 1499-ig kerültek ki további uralkodók.

## Leszármazási ág
(A1) III. Gottfried, Anjou grófja (kb. 1040–1097)
∞ Julienne de Langeais
(A2) IV. Fulkó, Anjou grófja (kb. 1043–1109)
∞ (1.) Hildegarde de Beaugency
(B1) Ermengarde grófnő (kb. 1068–1146)
∞ IV. Alan bretagne-i herceg
∞ (2.) Ermengarde de Bourbon
(B2) IV. Gottfried, Anjou grófja (kb. 1073–1106)
∞ (4.) Bertrade de Montfort
(B3) V. Fulkó, Anjou grófja (kb. 1090–1143)
∞ (1.) Erembourg du Maine
(C1) Matild grófnő (kb. 1106–1154)
∞ III. Vilmos normandiai herceg
(C2) Szibilla grófnő (kb. 1112–1165)
∞ (1.) Guillaume Cliton (2.) Thierry d’Alsace
(C3) V. Gottfried, Anjou grófja (1113–1151) (Plantagenêt-ház megalapítója)
∞ Matild angol királyi hercegnő
(C4) II. Éliás, Maine grófja (1115–1151)
∞ Philippe du Perche
(D1) Beatrix grófnő (nem ismert)
∞ Jean d’Alençon
∞ (2.) Melisenda jeruzsálemi királynő
(C5) III. Balduin jeruzsálemi király (1130–1162)
∞ Komnénosz Teodóra
(C6) Amalrik jeruzsálemi király (1136–1174)
∞ (1.) Courtenay Ágnes
(D1) Szibilla jeruzsálemi királynő (1160–1190)
∞ (1.) Guglielmo di Monferrato (2.) Guy de Lusignan
(D2) IV. Balduin jeruzsálemi király (1161–1185)
(D3) Alix királyi hercegnő (koraszülött)
∞ (2.) Komnénosz Mária
(D4) I. Izabella jeruzsálemi királynő (1172–1205)